# Château de Marval
Le château de Marval est un château situé sur la commune de Marval en Haute-Vienne. Érigé au XIIIe – XIVe siècle, il est partiellement détruit en 1569 par les troupes calvinistes sous le commandement de l'amiral de Coligny. Il est reconstruit dans un style classique au XVIe siècle.

## Histoire

### XIIIe–XVesiècle
Le bourg de Marval constituait une seigneurie de village, identifiée dans la première moitié du XIIIe siècle. 
En 1244, la moitié de la seigneurie de Marval ("medietate dominii de Maravalle") est reconnue aux vicomtes de Limoges dans un accord avec les vicomtes de Rochechouart. Marguerite de Limoges épouse Aymeric VIII, vicomte de Rochechouart. Elle eut pour sa dot « les forteresses et villes de Cussac, Oradour, Gorre, etc.». Par un jugement de 1252, il fut déterminé que les bourgs de Cussac et de Marval, avec les paroisses et vigueries seraient au vicomte de Rochechouart.
Cette partition des droits seigneuriaux sur le bourg de Marval ne cesse de motiver des contestations entre les vicomtes de Rochechouart et les vicomtes de Limoges. Les prérogatives de suzerain passèrent définitivement aux vicomtes de Rochechouart, avec de nombreux rappels historiques de cette suzeraineté au long du XIVe   au   XVIIe siècle. 
Le château-fort, qui touchait l'église construite au XIIe siècle, portait le nom de château de la Robertie ou des Roberts, et formait probablement une seigneurie différente de celle de la paroisse pour un temps. 
Un texte d’octobre 1447 donne d’intéressants détails topographiques sur le bourg de Marval qui est alors désigné comme un repaire fossoyé avec portail [ADD, 2 E 1826 / 131]. Ce repaire de Marval est alors entouré d’un fossé et il comprend plusieurs maisons ("domus") ou hôtels ("hospicia"). Cet espace clos est traversé par une rue publique, sans doute axiale, et elle transite par un portail manifestement orienté au Sud (vers Nontron). Des maisons sont aussi attestées en-dehors des limites de ce repaire ; on prélève un péage sur le sel au bourg de Marval.

### XVIe–XVIIesiècle
Le château des Roberts passa en 1503 dans la maison de La Faye, par le mariage de Louis de La Faye avec Isabeau des Roberts, dame de La Robertie. Leur fils, François de la Faye, seigneur de Saint-Privat, des Roberts et en partie de Marval, épousa le 16 décembre 1516 Agnès de Lambertie.
Il est encore possible d'apercevoir sur la muraille de l'église de Marval, près de leur sépulture, les armoiries de la famille de la Faye jointes à celles de la famille de Lambertie. Sur un contrefort, ajoutées au clocher de l'église postérieurement au XIIe siècle, apparaissent les armes de la famille de Lambertie, sous lesquelles une pierre porte cette inscription : O : E : D : N : S : C. Cette inscription se retrouve également sur une façade du château, mais elle demeure à ce jour inexpliquée.
Alain de La Faye céda le château en 1542 à noble Poncet de Birot, qui le céda à son tour à François de Montfreboeuf, écuyer seigneur de Prun.
Catherine de Montfreboeuf, fille de François de Montfreboeuf, épousa, le 22 novembre 1577, Jean de Lambertie de Menet, qui devint seigneur des Roberts. Le 4 juin 1585, Jean de Lambertie et son épouse firent un testament mutuel par lequel ils se firent réciproquement donation de leurs biens. Par acte du 1er avril 1605, Jean de Lambertie, demeurant en son château noble des Roberts, acheta à Jean de Rochechouart tous ses droits sur les paroisses de Milhaguet et de Marval, sans y inclure ceux qui avaient été vendus au sieur de Montfreboeuf.
Ce premier château avait été saccagé et détruit en partie, comme l'église, par les troupes calvinistes en juin 1569 en route pour la bataille de la Roche-l'Abeille, soit neuf ans avant le mariage de Catherine de Montfreboeuf et de Jean de Lambertie. 
Quelques années après, la partie actuelle qui fait face au midi et domine la grande prairie fut reconstruite, probablement par Jean de Lambertie qui en était devenu seigneur. Le bourg, dont la plupart des maisons avaient été incendiées par les mêmes troupes, se releva aussi peu à peu à la même époque, plusieurs de ses maisons portant la date de 1600 ou 1610.

### XVIIIe–XIXesiècle
Emmanuel de Lambertie vendit le 5 février 1794 à Étienne Auvray de Saint-Remy son château et terre de Marval. La fille de ce-dernier, Léonarde-Henriette est promise à François Joseph David de Lastours, neveu d'Emmanuel de Lambertie. Léonarde lui apporta le château et la terre de Marval. 
Leur fille Louise le transmit par mariage à Aubin Garrigou-Lagrange, dont la fille le transmit à son tour à Hyacinthe Durtel de Saint-Sauveur.

## Description

### Le château

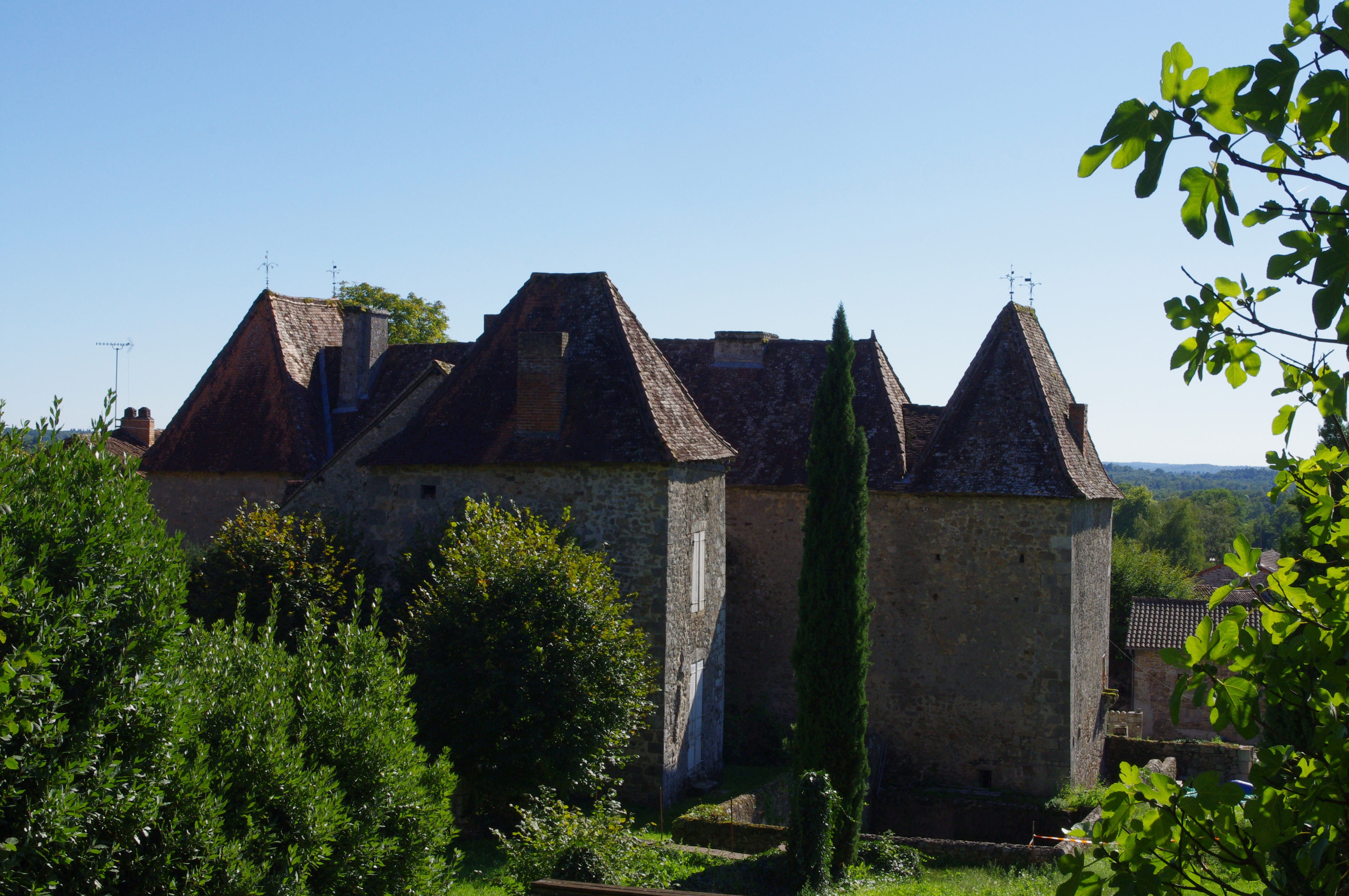
Vue arrière

Le château résulte de l’agrandissement d’un logis médiéval de format rectangulaire. Cela est perceptible, dans l’édifice actuel, par deux portes en tiers-point ainsi que par une très belle fenêtre en arc brisé sur l’ancien pignon. Cette première phase semble se situer dans une fourchette large de la fin du XIIIe au milieu du XVe siècle. On pressent une phase du XVIe siècle avec la baie à croisée de la façade Sud, avec moulure en doucine, et la série de fenêtres chanfreinées à meneau de cette même façade Sud. L’adjonction du pavillon de l’escalier intérieur, à l'arrière du château, date peut-être de cette même phase (XVIe).

Le château fut détruit en 1569 par les troupes calvinistes de Gaspard de Coligny en route pour la bataille de la Roche-l'Abeille. Il en resta le sous-sol (salle dite des gardes, l'escalier, les fenêtres à meneaux). Il fut reconstruit en grande partie au XVIIe siècle. Sur une base de la fin du Moyen Âge ont été greffés des éléments qui donnent l’allure régulière du premier classicisme, avec une simplicité de moyens et de style.

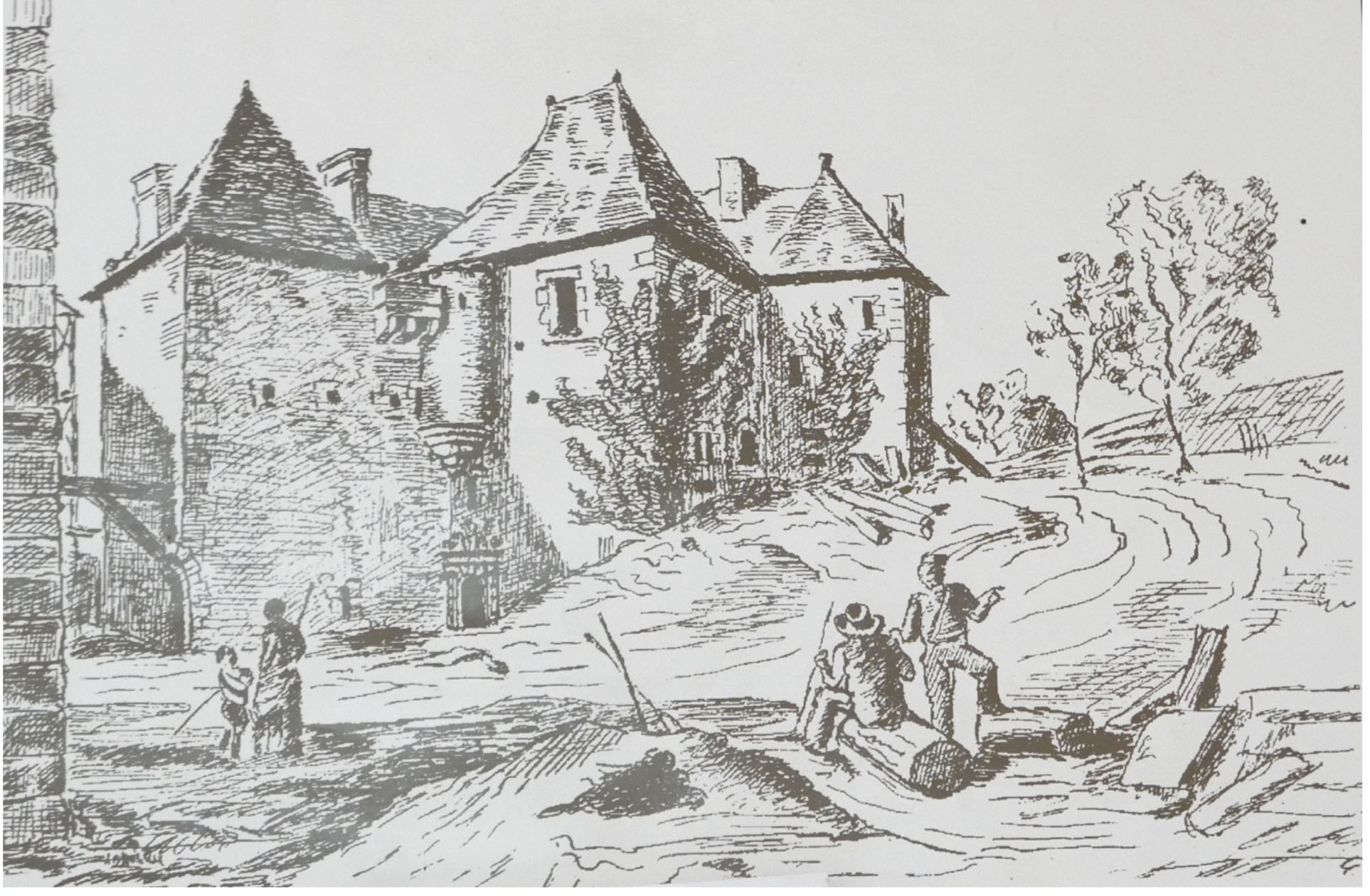
Gravure du Château de Marval de Jules de Verneilh

Bâti sur un soubassement, ce château reconstruit au XVIIe comporte un corps principal formant un long rectangle, flanqué de deux pavillons en saillie, l’ensemble couvert à forte pente en tuiles plates. Un corps de logis formant un rectangle plus court est adossé au nord du premier, vers le coteau, lui-même flanqué sur son angle nord ouest d’un pavillon. Un dessin de Jules de Verneilh montre une échauguette reliant le logis secondaire au premier, et l’encorbellement existe encore. Le château étant durablement habité par les Lambertie à partir de 1577, il n’est pas étonnant de constater de nombreuses reprises dans la demeure. On peut noter les beaux restes de boiseries à panneaux (de style Louis XIII), couvrant certains murs en laissant les fantômes de grandes tentures de tapisserie murale.
L’entrée du logis secondaire se fait dans la cage d’escalier, par une porte en plein cintre ornée de pilastres avec fronton, d’une facture assez fruste, et d’inspiration Renaissance mais dans un esprit évoquant plus le début du XVIIe siècle. Cette porte était protégée par une bretèche dont les consoles, de facture nettement XVIIe siècle, subsistent, et sont identiques à celles observées sur les vestiges de la grange médiévale à proximité, qui faisait partie du château initial.
Les façades et le toit du logis sont inscrits aux Monuments historiques depuis 1988.

### La grange fortifiée
Au Nord de l’église et au Nord-Est du château, on remarque une très importante grange fortifiée.

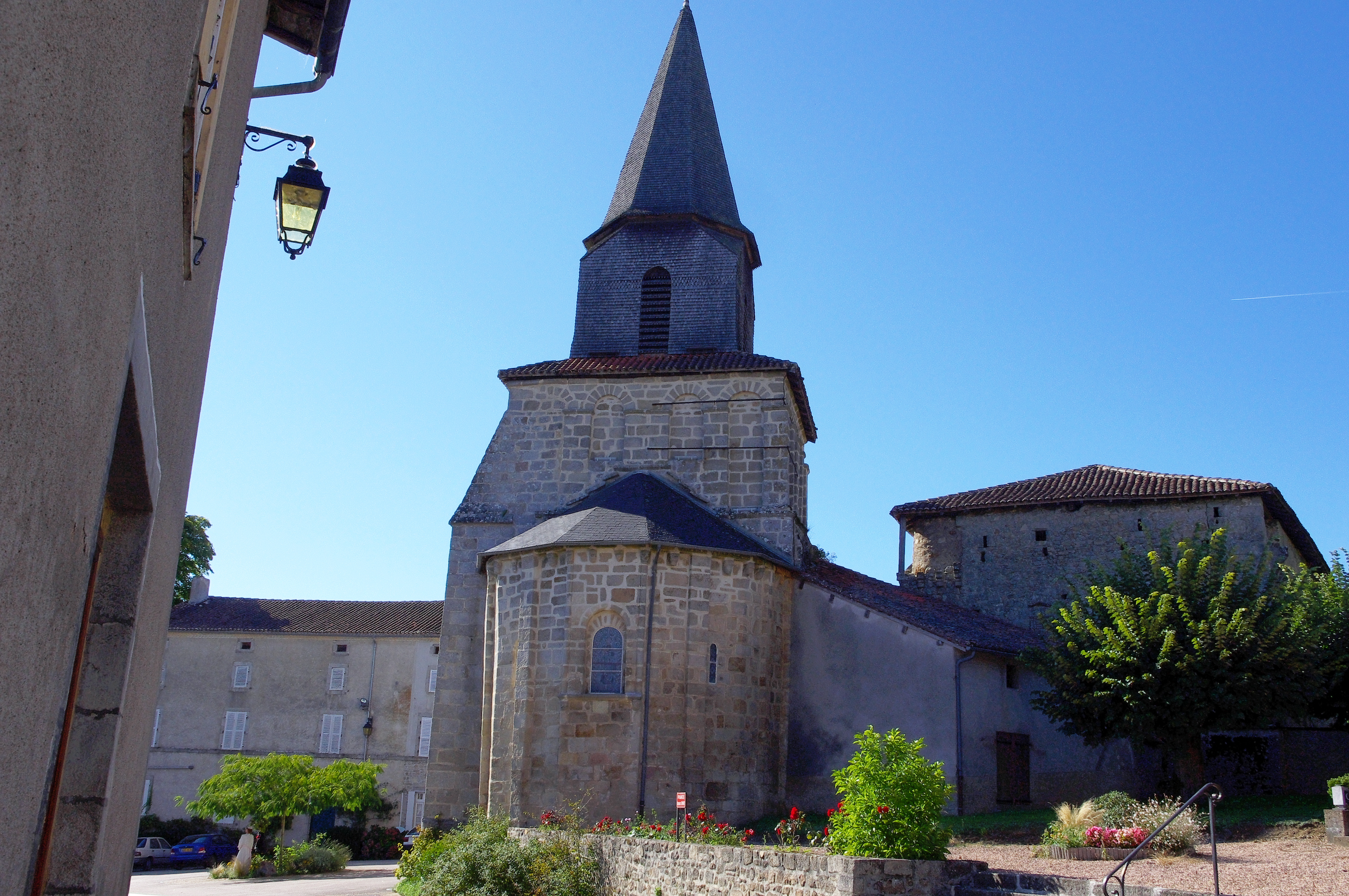
Vue de l'église et de la grange fortifiée (à droite)

Conçue à partir d’édifices préexistants, elle s’avère peu homogène mais d’une grande capacité de stockage. Elle était divisée en deux niveaux par un plancher et un chemin de ronde qui permettait d’assurer sa défense depuis les parties sommitales. 
Cette grange prend appui, à l’Ouest, sur les vestiges d'un bâtiment plus ancien, bien construit et muni de contreforts dégagés des angles. 
La chronologie relative à la construction de la grange, équipée en différents endroits de bretèches (au-dessus de la porte d’accès depuis le château, à l’angle sud-est donnant sur l’église, et encore sur le mur nord près de l’angle nord-est), avec de très volumineuses poutres de planchers hauts (sciées mais débordant sur l’extérieur comme pour porter un hourd en bois), laisse à penser que celle-ci est de la seconde moitié du XVIe siècle. Ainsi, le mur du bâtiment ancien disparu, ayant servi d’appui, est donc forcément antérieur.
Cette structure encore peu étudiée devait participer de la mise en défense de l’enclos du repaire évoqué par un acte de 1447.

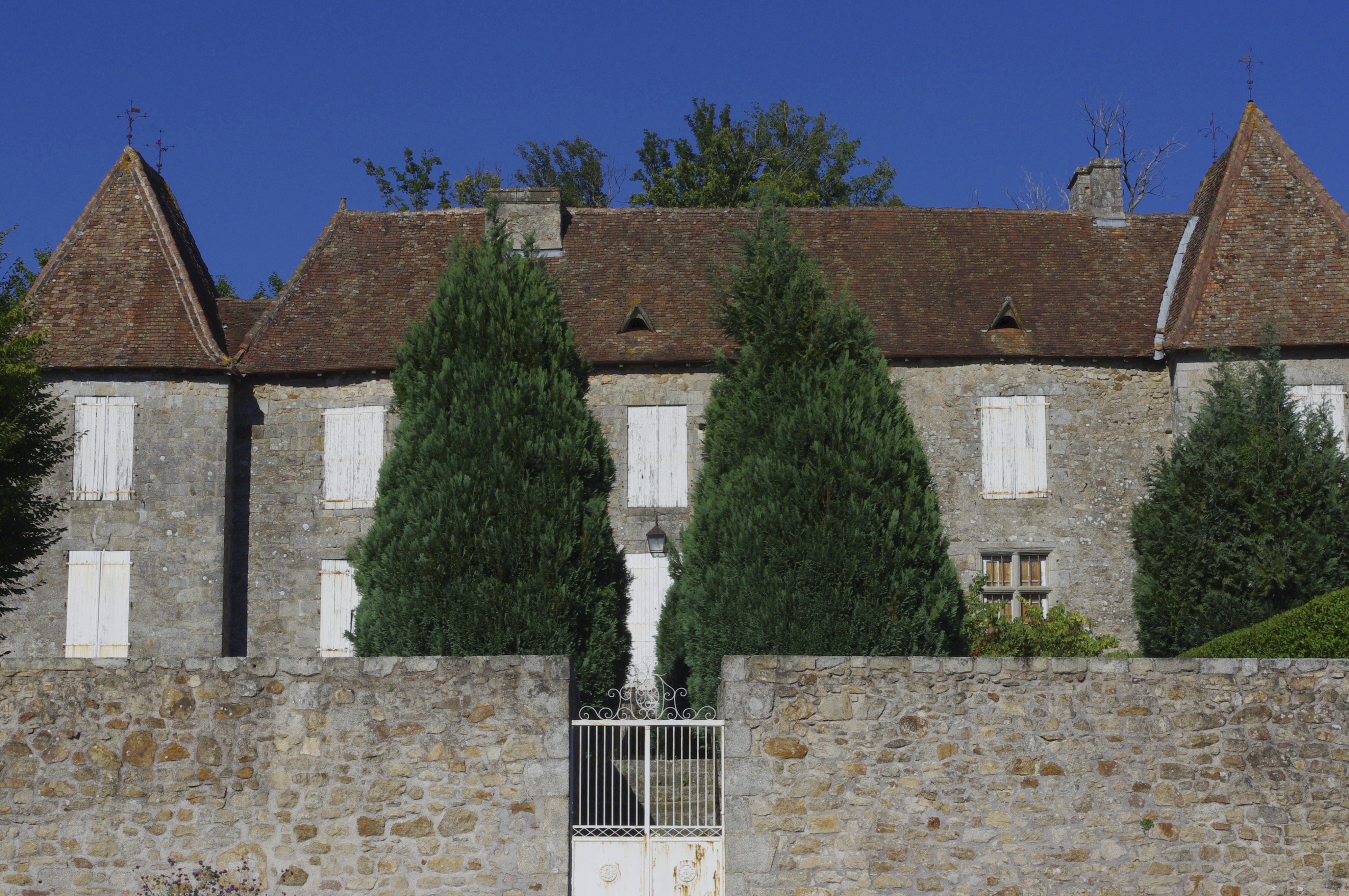
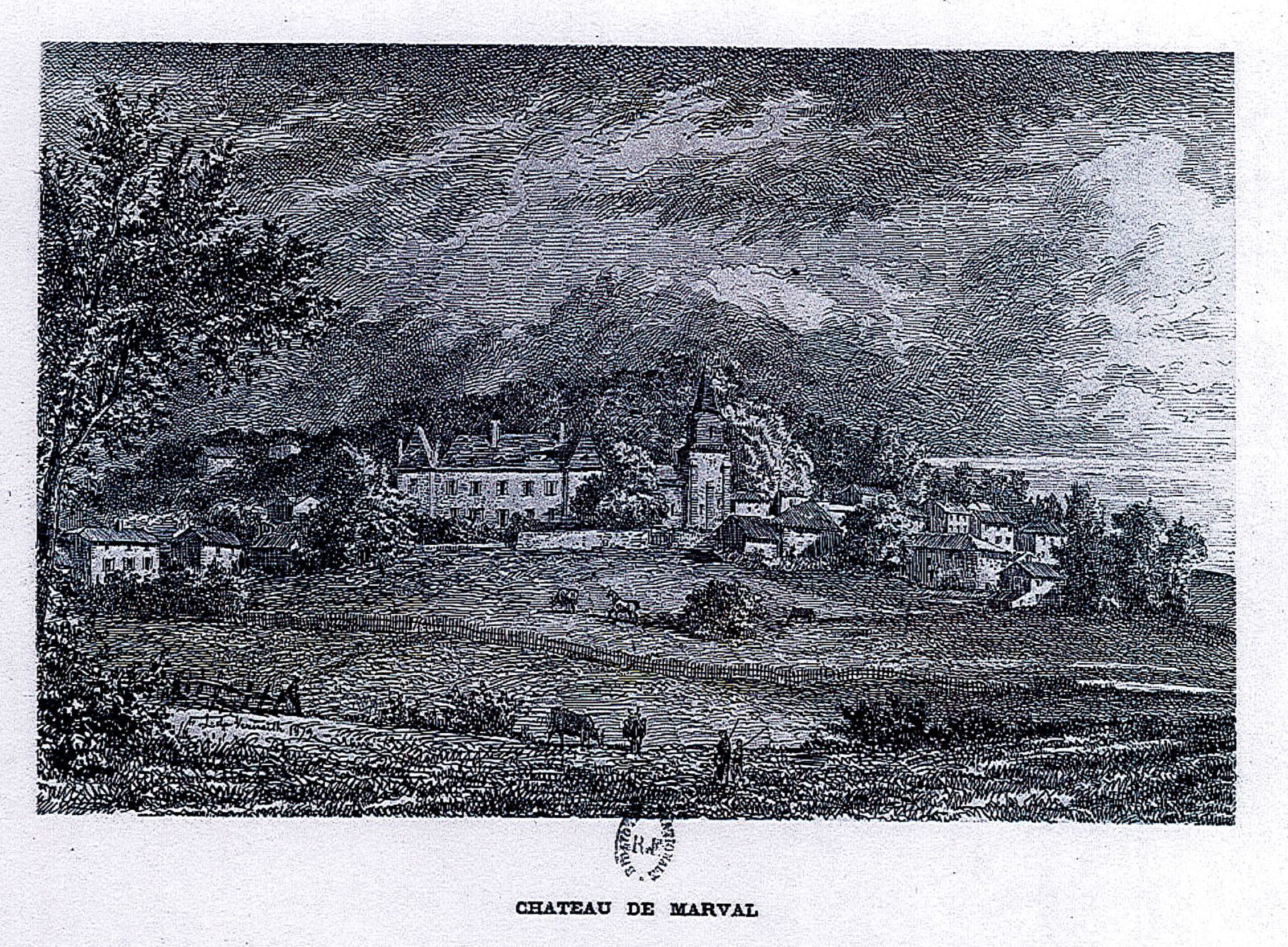
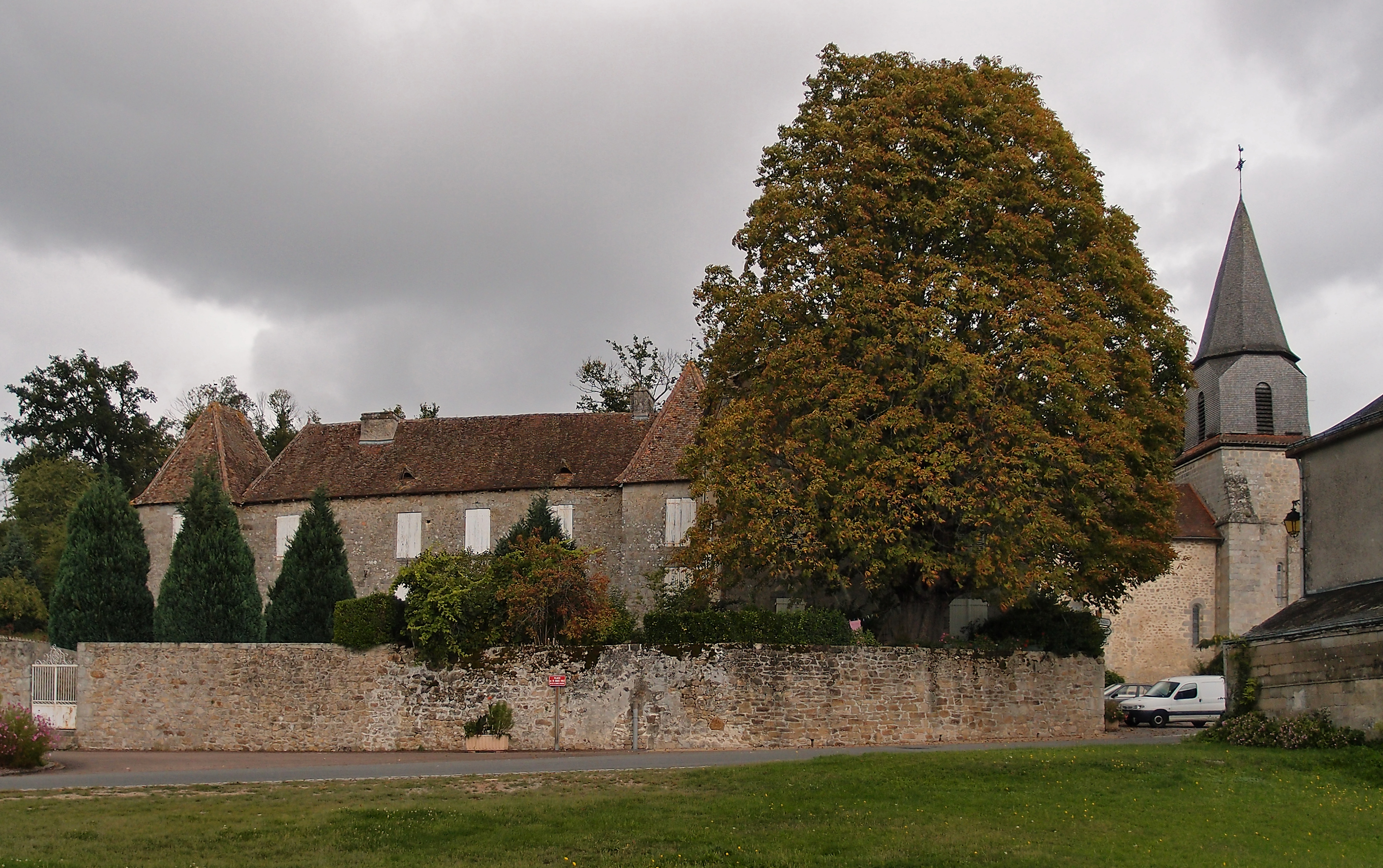